# هيدأكي كيس
هيدأكي كيس (باليابانية: 加瀬英明؛ بالكانا: かせ ひであき) هو دبلوماسي وناقد ياباني، ولد في 22 ديسمبر 1936 في طوكيو في اليابان.